# Euborlasia inmaculata
Euborlasia inmaculata är en djurart som tillhör fylumet slemmaskar, och som först beskrevs av Heinrich Bürger 1892.  Euborlasia inmaculata ingår i släktet Euborlasia och familjen Lineidae. Inga underarter finns listade i Catalogue of Life.